# Esplas-de-Sérou
Esplas-de-Sérou est une commune française, située dans le centre du département de l'Ariège en région Occitanie. Le Baup y prend sa source. Sur le plan historique et culturel, la commune fait partie du Couserans, pays aux racines gasconnes structuré par le cours du Salat.
Exposée à un climat de montagne, elle est drainée par l'Arize, l'Artillac, le Baup et par divers autres petits cours d'eau. Incluse dans le parc naturel régional des Pyrénées ariégeoises, la commune possède un patrimoine naturel remarquable :  un espace protégé (la « grotte d'Espiougue ») et trois zones naturelles d'intérêt écologique, faunistique et floristique.
Esplas-de-Sérou est une commune rurale qui compte 171 habitants en 2022, après avoir connu un pic de population de 2 062 habitants en 1846. Ses habitants sont appelés les Esplasais ou Esplasaises.

## Géographie

### Localisation
- 1Carte dynamique
- 2Carte OpenStreetMap
- 3Carte topographique
- 4Carte avec les communes environnantes

La commune d'Esplas-de-Sérou se trouve dans le département de l'Ariège, en région Occitanie.
Elle se situe à 19 km à vol d'oiseau de Foix, préfecture du département, à 19 km de Saint-Girons, sous-préfecture, et à 6 km de La Bastide-de-Sérou, bureau centralisateur du canton du Couserans Est dont dépend la commune depuis 2015 pour les élections départementales.
La commune fait en outre partie du bassin de vie de Saint-Girons.
Les communes les plus proches sont : 
Sentenac-de-Sérou (1,1 km), Larbont (2,8 km), Montagagne (2,8 km), Castelnau-Durban (4,0 km), Nescus (4,9 km), Durban-sur-Arize (5,6 km), La Bastide-de-Sérou (5,9 km), Montseron (6,4 km).
Sur le plan historique et culturel, Esplas-de-Sérou fait partie du Couserans, pays aux racines gasconnes structuré par le cours du Salat (affluent de la Garonne), que rien ne prédisposait à rejoindre les anciennes dépendances du comté de Foix.
Les communes limitrophes sont La Bastide-de-Sérou, Boussenac, Castelnau-Durban, Larbont, Montagagne, Rimont, Rivèrenert, Sentenac-de-Sérou et Biert.
| Castelnau-Durban           | La Bastide-de-Sérou | Larbont           |
| Rimont, Rivèrenert         | Esplas-de-Sérou     | Montagagne        |
| Biert (par un quadripoint) | Boussenac           | Sentenac-de-Sérou |

### Divers
À Sabart, un projet de zone blanche sans radiation électromagnétique est envisagé non sans difficulté en réhabilitant ce hameau abandonné de la vallée de l'Artillac pour des personnes électro-sensibles. Le projet est structuré par l'association «Zone blanche en vallée de l'Artillac-Ariège» siégeant sur la commune.

### Géologie et relief
La commune est située dans les Pyrénées, une chaîne montagneuse jeune, érigée durant l'ère tertiaire (il y a 40 millions d'années environ), en même temps que les Alpes. Les terrains affleurants sur le territoire communal sont constitués de roches sédimentaires datant pour certaines du Paléozoïque, une ère géologique qui s'étend de −541 à −252,2 Ma (millions d'années), et pour d'autres du Protérozoïque, le dernier éon du Précambrien sur l’échelle des temps géologiques. La structure détaillée des couches affleurantes est décrite dans la feuille « n°1074 - Saint-Girons » de la carte géologique harmonisée au 1/50 000ème du département de l'Ariège, et sa notice associée.
La superficie cadastrale de la commune publiée par l’Insee, qui sert de références dans toutes les statistiques, est de 34,13 km2,. La superficie géographique, issue de la BD Topo, composante du Référentiel à grande échelle produit par l'IGN, est quant à elle de 34,58 km2. Son relief est particulièrement escarpé puisque la dénivelée maximale atteint 1 076 mètres. L'altitude du territoire varie entre 426 m et 1 502 m.

### Hydrographie

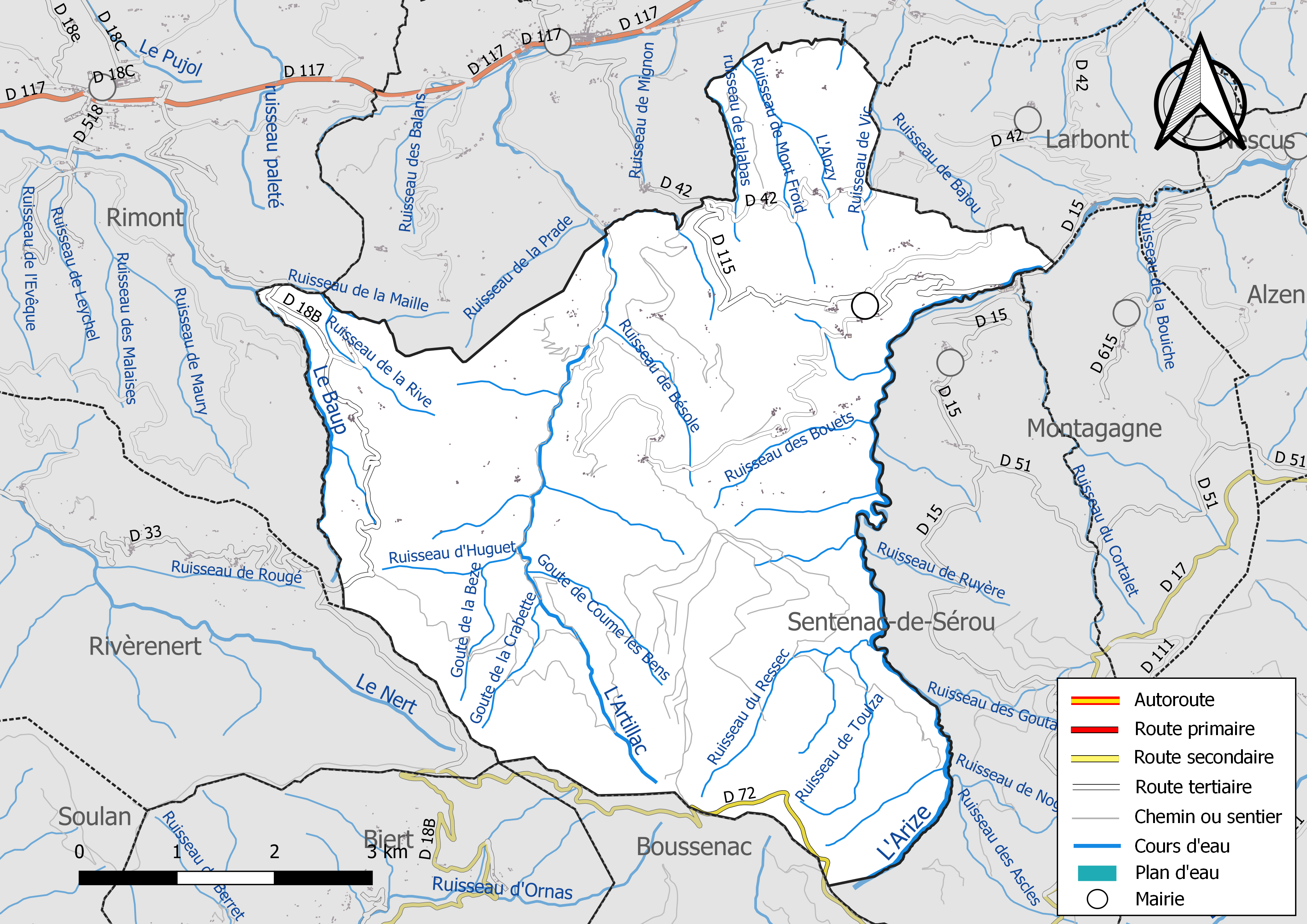
Réseaux hydrographique et routier d'Esplas-de-Sérou.

La commune est dans le bassin versant de la Garonne, au sein du bassin hydrographique Adour-Garonne. Elle est drainée par l'Arize, l'Artillac, le Baup, un bras du Ruisseau des Pommiers, Goute de Coume les Bens, Goute de la Beze, Goute de la Crabette, L'Alozy, le ruisseau de Baillardou, le ruisseau de Bajou, le ruisseau de Bésole, le ruisseau de Goute Rouge, le ruisseau de Grimaut, le ruisseau de la Houillère, constituant un réseau hydrographique de 53 km de longueur totale,.
L'Arize, d'une longueur totale de 83,78 km, prend sa source dans la commune de Sentenac-de-Sérou et s'écoule du sud vers le nord. Elle traverse la commune et se jette dans la Garonne à Carbonne, après avoir traversé 20 communes.
L'Artillac, d'une longueur totale de 14,13 km, prend sa source dans la commune d'Esplas-de-Sérou et s'écoule du sud vers le nord. Il traverse la commune et se jette dans l'Arize à La Bastide-de-Sérou, après avoir traversé 4 communes.
Le Baup, d'une longueur totale de 20,1 km, prend sa source dans la commune de Rimont et s'écoule d'est en ouest. Il traverse la commune et se jette dans le Salat à Saint-Lizier, après avoir traversé 6 communes.

### Climat
Pour des articles plus généraux, voir Climat de l'Occitanie et Climat de l'Ariège.
En 2010, le climat de la commune est de type climat océanique dégradé des plaines du Centre et du Nord, selon une étude s'appuyant sur une série de données couvrant la période 1971-2000. En 2020, Météo-France publie une typologie des climats de la France métropolitaine dans laquelle la commune est exposée à un climat de montagne et est dans la région climatique Pyrénées centrales, caractérisée par une pluviométrie annuelle de 1 000 à 1 200 mm.
Pour la période 1971-2000, la température annuelle moyenne est de 10,9 °C, avec une amplitude thermique annuelle de 15,1 °C. Le cumul annuel moyen de précipitations est de 1 095 mm, avec 10,2 jours de précipitations en janvier et 7,4 jours en juillet. Pour la période 1991-2020, la température moyenne annuelle observée sur la station météorologique la plus proche, située sur la commune de La Bastide-de-Sérou à 6 km à vol d'oiseau, est de 11,9 °C et le cumul annuel moyen de précipitations est de 1 091,0 mm,. Pour l'avenir, les paramètres climatiques de la commune estimés pour 2050 selon différents scénarios d'émission de gaz à effet de serre sont consultables sur un site dédié publié par Météo-France en novembre 2022.

### Milieux naturels et biodiversité

#### Espaces protégés
La protection réglementaire est le mode d’intervention le plus fort pour préserver des espaces naturels remarquables et leur biodiversité associée,.
La commune fait partie du parc naturel régional des Pyrénées ariégeoises, créé en 2009 et d'une superficie de 245 973 ha, qui s'étend sur 138 communes du département. Ce territoire unit les plus hauts sommets aux frontières de l’Andorre et de l’Espagne (la Pique d'Estats, le mont Valier, etc) et les plus hautes vallées des avants-monts, jusqu’aux plissements du Plantaurel.
Un  autre espace protégé est présent sur la commune : 
la « grotte de l'Espiougue », objet d'un arrêté de protection de biotope, d'une superficie de 0,2 ha.

#### Zones naturelles d'intérêt écologique, faunistique et floristique
L’inventaire des zones naturelles d'intérêt écologique, faunistique et floristique (ZNIEFF) a pour objectif de réaliser une couverture des zones les plus intéressantes sur le plan écologique, essentiellement dans la perspective d’améliorer la connaissance du patrimoine naturel national et de fournir aux différents décideurs un outil d’aide à la prise en compte de l’environnement dans l’aménagement du territoire.
Deux ZNIEFF de type 1 sont recensées sur la commune :
le « massif de l'Arize, versant nord » (12 354 ha), couvrant 23 communes du département, et 
le « massif de l'Arize, zone d'altitude » (15 897 ha), couvrant 26 communes du département
et une ZNIEFF de type 2, : 
le « massif de l'Arize » (42 110 ha), couvrant 40 communes du département.

Carte des ZNIEFF de type 1 et 2 à Esplas-de-Sérou.
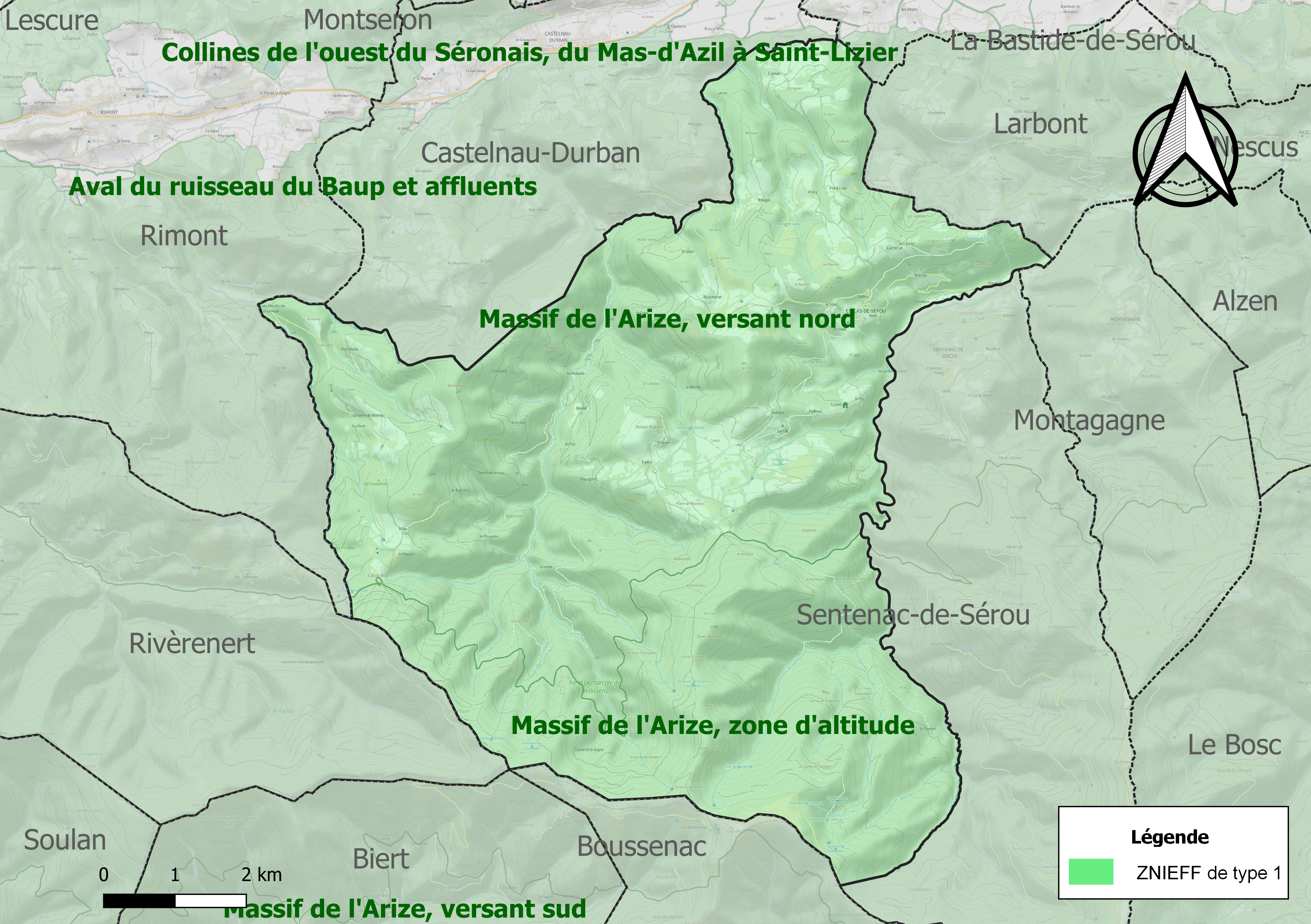
Carte des ZNIEFF de type 1 sur la commune.
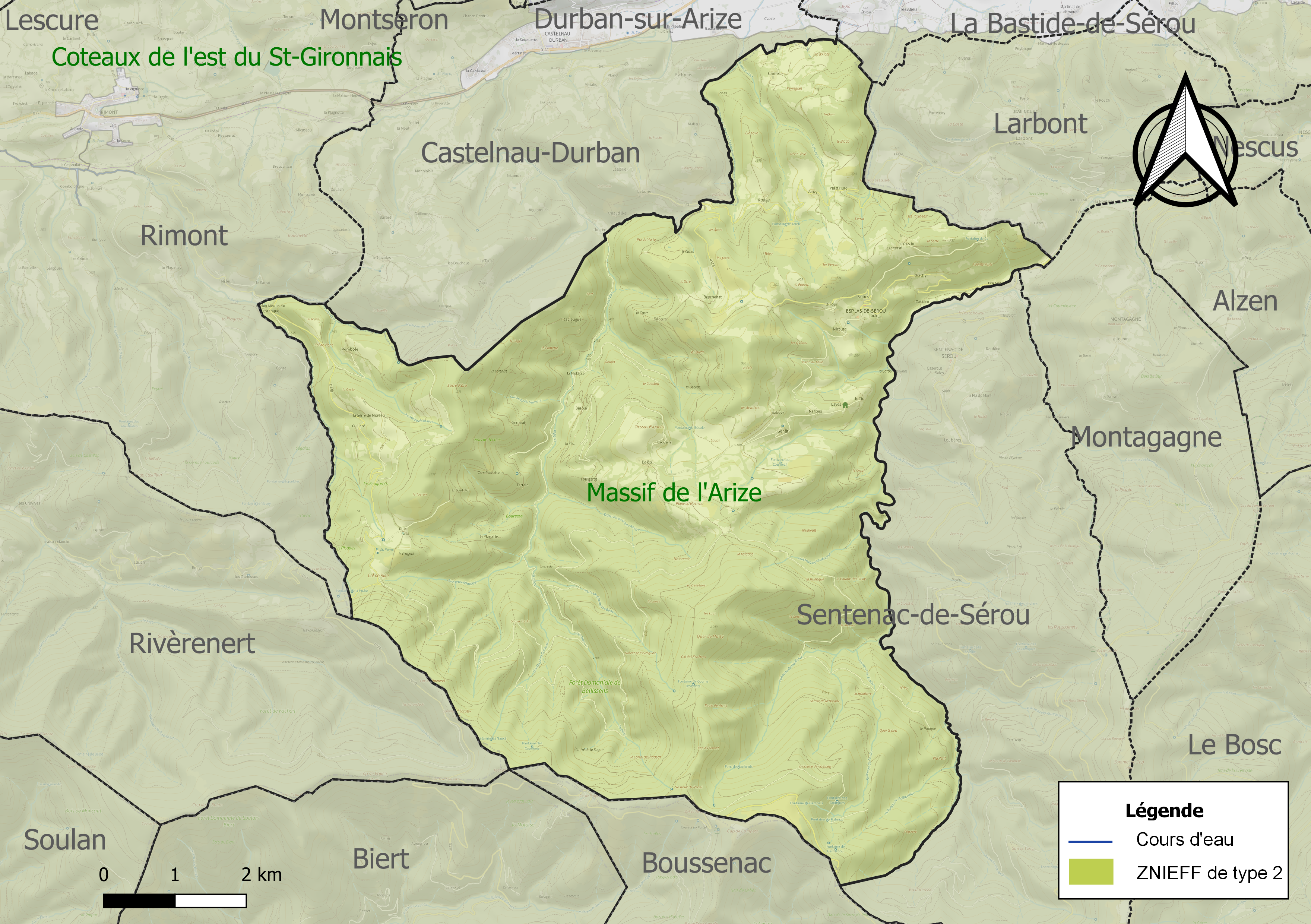
Carte de la ZNIEFF de type 2 sur la commune.

## Urbanisme

### Typologie
Au 1er janvier 2024, Esplas-de-Sérou est catégorisée commune rurale à habitat très dispersé, selon la nouvelle grille communale de densité à 7 niveaux définie par l'Insee en 2022.
Elle est située hors unité urbaine et hors attraction des villes,.

### Occupation des sols

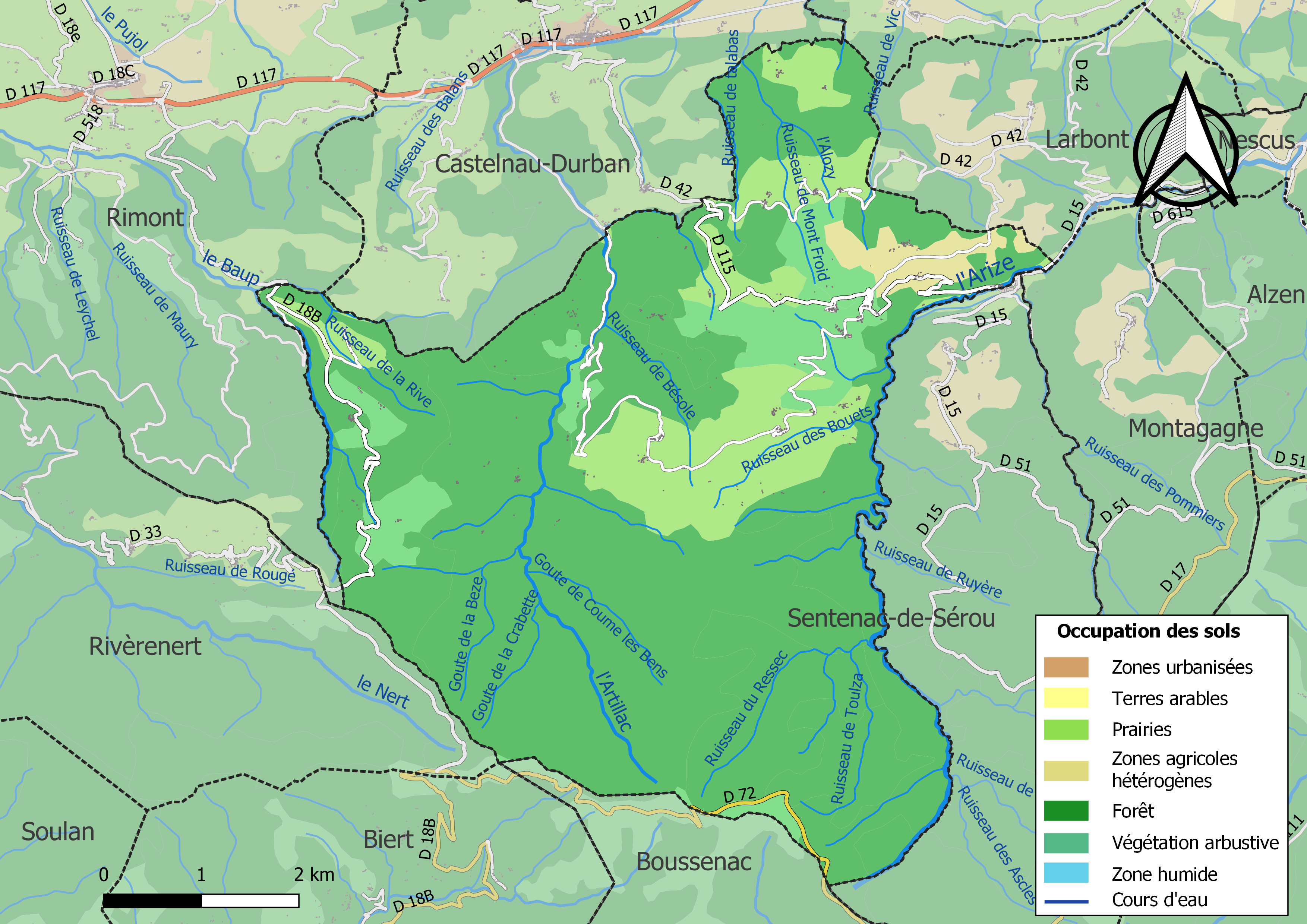
Carte des infrastructures et de l'occupation des sols de la commune en 2018 (CLC).

L'occupation des sols de la commune, telle qu'elle ressort de la base de données européenne d’occupation biophysique des sols Corine Land Cover (CLC), est marquée par l'importance des forêts et milieux semi-naturels (83,7 % en 2018), une proportion identique à celle de 1990 (83,7 %). La répartition détaillée en 2018 est la suivante : 
forêts (74,4 %), prairies (14,1 %), milieux à végétation arbustive et/ou herbacée (9,3 %), zones agricoles hétérogènes (2,2 %). L'évolution de l’occupation des sols de la commune et de ses infrastructures peut être observée sur les différentes représentations cartographiques du territoire : la carte de Cassini (XVIIIe siècle), la carte d'état-major (1820-1866) et les cartes ou photos aériennes de l'IGN pour la période actuelle (1950 à aujourd'hui).

### Hameaux et villages
Esplas-de-Sérou est constituée d'un village et de nombreux hameaux : Alozy, Baychenat, Biscarrère, Brachy, Balès, Camel, Cuilleré, le Cazalot, Eychenat, Eychenne, Esquein, Foulgarot, le Four, Génat, Goutte Rouge, Naflous, Las Moulasses, Layos, Mirouze, Mouréou, Pladellac, Pombole, Rougé, Sabart, Saboye, Sarbos, le Toch,

### Habitat et logement
En 2018, le nombre total de logements dans la commune était de 143, alors qu'il était de 129 en 2013 et de 124 en 2008.
Parmi ces logements, 61,8 % étaient des résidences principales, 30 % des résidences secondaires et 8,2 % des logements vacants. Ces logements étaient pour 97 % d'entre eux des maisons individuelles et pour 2,2 % des appartements.
Le tableau ci-dessous présente la typologie des logements à Esplas-de-Sérou en 2018 en comparaison avec celle de l'Ariège et de la France entière. Une caractéristique marquante du parc de logements est ainsi une proportion de résidences secondaires et logements occasionnels (30 %) supérieure à celle du département (24,6 %) et à celle de la France entière (9,7 %). Concernant le statut d'occupation de ces logements, 81,9 % des habitants de la commune sont propriétaires de leur logement (80,3 % en 2013), contre 66,3 % pour l'Ariège et 57,5 % pour la France entière.
| Typologie                                               | Esplas-de-Sérou | Ariège | France entière |
| ------------------------------------------------------- | --------------- | ------ | -------------- |
| Résidences principales (en %)                           | 61,8            | 65,7   | 82,1           |
| Résidences secondaires et logements occasionnels (en %) | 30              | 24,6   | 9,7            |
| Logements vacants (en %)                                | 8,2             | 9,7    | 8,2            |

### Risques majeurs

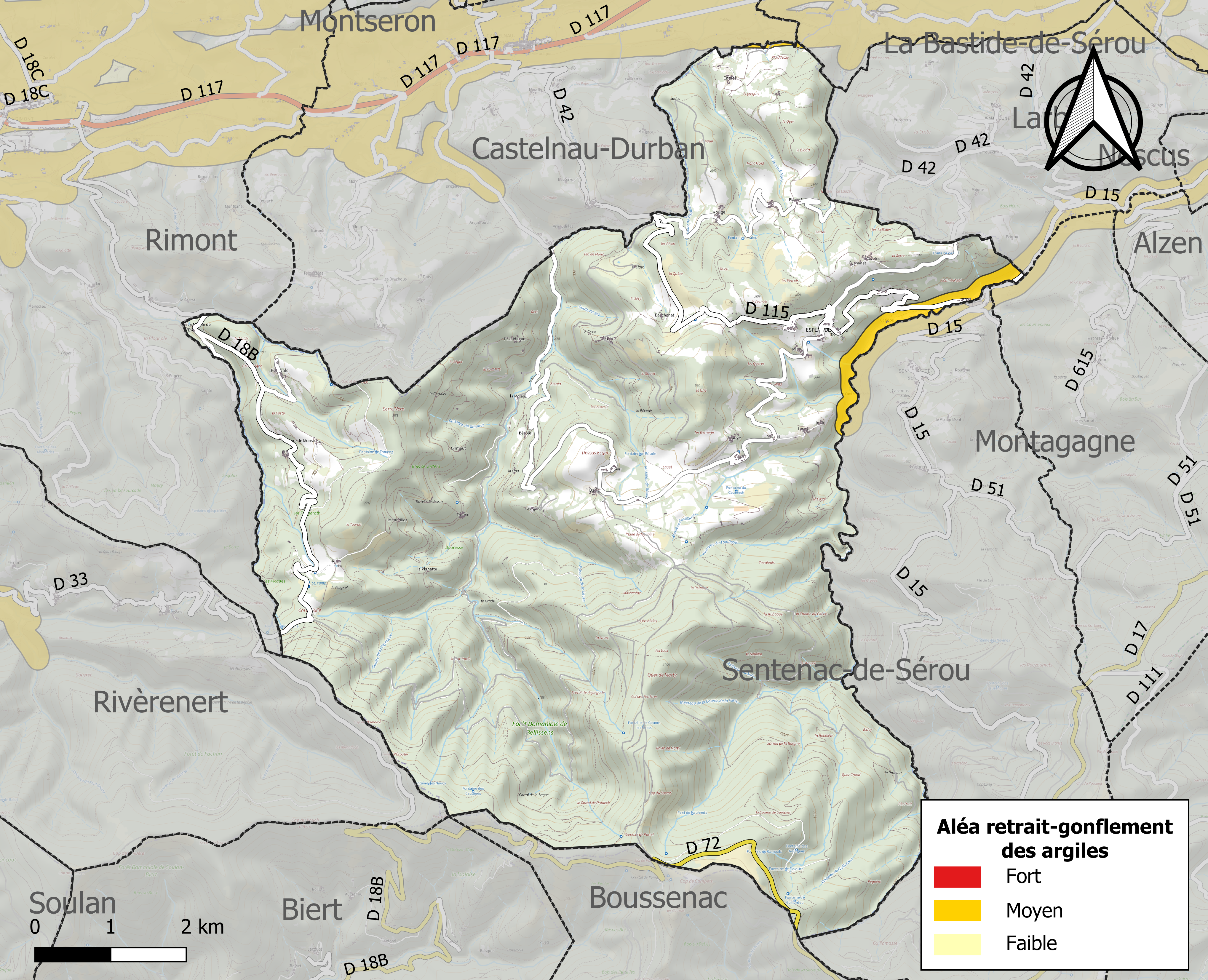
Zonage de l'aléa retrait-gonflement des argiles sur la commune d'Esplas-de-Sérou.

Le territoire de la commune d'Esplas-de-Sérou est vulnérable à différents aléas naturels : inondations, climatiques (grand froid ou canicule), feux de forêts, mouvements de terrains et séisme (sismicité modérée),.
Certaines parties du territoire communal sont susceptibles d’être affectées par le risque d’inondation par débordement, crue torrentielle d'un cours d'eau, ou ruissellement d'un versant.
Les mouvements de terrains susceptibles de se produire sur la commune sont soit des chutes de blocs, soit des glissements de terrains, soit des effondrements liés à des cavités souterraines, soit des mouvements liés au retrait-gonflement des argiles. Près de 50 % de la superficie du département est concernée par l'aléa retrait-gonflement des argiles, dont la commune d'Esplas-de-Sérou. L'inventaire national des cavités souterraines permet par ailleurs de localiser celles situées sur la commune.

## Histoire
Pendant l'antiquité a été exploitée à flanc de colline une mine de cuivre au sud du hameau du Rougé.
Au XIIIe siècle, le village et la juridiction d’Esplas‐de‐Sérou ont été possession de l'abbaye bénédictine du Mas-d'Azil disparue au XVIIIe siècle.
Une mine de manganèse d'une longueur de 100 m a été exploitée au nord de Biscarrère.

## Politique et administration

### Découpage territorial
La commune d'Esplas-de-Sérou est membre de la communauté de communes Couserans-Pyrénées, un établissement public de coopération intercommunale (EPCI) à fiscalité propre créé le 18 novembre 2016 dont le siège est à Saint-Lizier. Ce dernier est par ailleurs membre d'autres groupements intercommunaux.
Sur le plan administratif, elle est rattachée à l'arrondissement de Saint-Girons, au département de l'Ariège, en tant que circonscription administrative de l'État, et à la région Occitanie.
Sur le plan électoral, elle dépend du canton du Couserans Est pour l'élection des conseillers départementaux, depuis le redécoupage cantonal de 2014 entré en vigueur en 2015, et de la deuxième circonscription de l'Ariège  pour les élections législatives, depuis le redécoupage électoral de 1986.

### Liste des maires
| Période                                  | Période                        | Identité          | Étiquette | Qualité      |
| ---------------------------------------- | ------------------------------ | ----------------- | --------- | ------------ |
| Les données manquantes sont à compléter. |                                |                   |           |              |
| avant 1981                               |                                | Joseph Alozy      | DVG       |              |
| Les données manquantes sont à compléter. |                                |                   |           |              |
| mars 2001                                | 2014                           | Jacques Guinois   |           |              |
| mars 2014                                | mai 2020                       | François Velter   | SE        |              |
| mai 2020                                 | automne 2022                   | Célia Barrouillet |           | Agricultrice |
| pctobre 2023                             | En cours (au 16 décembre 2022) | Nathalie Delort   |           |              |

## Démographie
L'évolution du nombre d'habitants est connue à travers les recensements de la population effectués dans la commune depuis 1793. Pour les communes de moins de 10 000 habitants, une enquête de recensement portant sur toute la population est réalisée tous les cinq ans, les populations de référence des années intermédiaires étant quant à elles estimées par interpolation ou extrapolation. Pour la commune, le premier recensement exhaustif entrant dans le cadre du nouveau dispositif a été réalisé en 2006.

En 2022, la commune comptait 171 habitants, en évolution de −2,29 % par rapport à 2016 (Ariège : +1,48 %, France hors Mayotte : +2,11 %).
| 1793  | 1800  | 1806  | 1821  | 1831  | 1836  | 1841  | 1846  | 1851  |
| ----- | ----- | ----- | ----- | ----- | ----- | ----- | ----- | ----- |
| 1 325 | 1 465 | 1 568 | 1 713 | 1 845 | 1 895 | 2 045 | 2 062 | 1 954 |

| 1856  | 1861  | 1866  | 1872  | 1876  | 1881  | 1886  | 1891  | 1896  |
| ----- | ----- | ----- | ----- | ----- | ----- | ----- | ----- | ----- |
| 1 514 | 1 670 | 1 706 | 1 683 | 1 688 | 1 634 | 1 530 | 1 560 | 1 590 |

| 1901  | 1906  | 1911  | 1921 | 1926 | 1931 | 1936 | 1946 | 1954 |
| ----- | ----- | ----- | ---- | ---- | ---- | ---- | ---- | ---- |
| 1 262 | 1 211 | 1 070 | 826  | 755  | 555  | 535  | 437  | 308  |

| 1962 | 1968 | 1975 | 1982 | 1990 | 1999 | 2006 | 2011 | 2016 |
| ---- | ---- | ---- | ---- | ---- | ---- | ---- | ---- | ---- |
| 189  | 133  | 84   | 120  | 91   | 143  | 163  | 160  | 175  |

| 2021 | 2022 | - | - | - | - | - | - | - |
| ---- | ---- | - | - | - | - | - | - | - |
| 175  | 171  | - | - | - | - | - | - | - |

## Économie

### Revenus
En 2018, la commune compte 76 ménages fiscaux, regroupant 147 personnes. La médiane du revenu disponible par unité de consommation est de 15 230 € (19 820 € dans le département).

### Emploi
| Division       | 2008   | 2013   | 2018   |
| -------------- | ------ | ------ | ------ |
| Commune        | 19,5 % | 16,1 % | 7,5 %  |
| Département    | 8,9 %  | 11,1 % | 11,2 % |
| France entière | 8,3 %  | 10 %   | 10 %   |

En 2018, la population âgée de 15 à 64 ans s'élève à 128 personnes, parmi lesquelles on compte 75,9 % d'actifs (68,4 % ayant un emploi et 7,5 % de chômeurs) et 24,1 % d'inactifs,. En  2018, le taux de chômage communal (au sens du recensement) des 15-64 ans est inférieur à celui de la France et du département, alors qu'en 2008 la situation était inverse.
La commune est hors attraction des villes,. Elle compte 57 emplois en 2018, contre 38 en 2013 et 51 en 2008. Le nombre d'actifs ayant un emploi résidant dans la commune est de 88, soit un indicateur de concentration d'emploi de 64,4 % et un taux d'activité parmi les 15 ans ou plus de 66,2 %.
Sur ces 88 actifs de 15 ans ou plus ayant un emploi, 47 travaillent dans la commune, soit 53 % des habitants. Pour se rendre au travail, 78,3 % des habitants utilisent un véhicule personnel ou de fonction à quatre roues, 1,2 % les transports en commun, 4,8 % s'y rendent en deux-roues, à vélo ou à pied et 15,7 % n'ont pas besoin de transport (travail au domicile).

### Activités hors agriculture
12 établissements sont implantés  à Esplas-de-Sérou au 31 décembre 2019.
Le secteur de la construction est prépondérant sur la commune puisqu'il représente 41,7 % du nombre total d'établissements de la commune (5 sur les 12 entreprises implantées  à Esplas-de-Sérou), contre 14,2 % au niveau départemental.

### Agriculture
La commune fait partie de la petite région agricole dénommée « Région sous-pyrénéenne ». En 2010, l'orientation technico-économique de l'agriculture  sur la commune est l'élevage d'ovins et de caprins.
|                                   | 1988 | 2000 | 2010 |
| --------------------------------- | ---- | ---- | ---- |
| Exploitations                     | 20   | 15   | 15   |
| Superficie agricole utilisée (ha) | 581  | 489  | 576  |

Le nombre d'exploitations agricoles en activité et ayant leur siège dans la commune est passé de 20 lors du recensement agricole de 1988 à 15 en 2000 puis à 15 en 2010, soit une baisse de 25 % en 22 ans. Le même mouvement est observé à l'échelle du département qui a perdu pendant cette période 48 % de ses exploitations. La surface agricole utilisée sur la commune a également diminué, passant de 581 ha en 1988 à 576 ha en 2010. Parallèlement la surface agricole utilisée moyenne par exploitation a augmenté, passant de 29 à 38 ha.
Un fromage fermier biologique de type pâte molle El Biscarron est produit à Biscarrère avec du lait cru de vache.

## Culture locale et patrimoine

### Lieux et monuments
- Ancienne carrière de marbre rose de l'Espiougue, fermée en 1960. Elle se trouve en rive gauche (côté ouest) de l'Artillac, sur le flanc est de la Serre Nève[61]. Dans ses environs proches se trouve la grotte de l’Espiougue, une des huit grottes de l'Ariège à faire l'objet d'un arrêté préfectoral de protection de biotope (APPB)[Note 11].
- Forêt de l'Artillac, forêt domaniale de Bellisens.
- Église Sainte-Madeleine.
- Monument aux morts
- Col de Portel, en limite sud de la commune.

## Personnalités liées à la commune
- François Camel (1893-1941), homme politique né à Esplas-de-Sérou.
- Jean Nayrou (1914-1983), né à Esplas-de-Sérou, sénateur de 1955 à 1980, maire de Suc-et-Sentenac de 1953 à 1965 puis de La Bastide-de-Sérou en mars 1982.
- Thierry Rey, Judoka né en 1959 à Lagny-sur-Marne, dont la mère est originaire du lieu-dit Balès. Champion du monde (1979) et champion olympique en 1980. Il eut un fils, Martin, avec Claude Chirac.

## Pour approfondir